# Phumlani Ntshangase
Phumlani Ntshangase, né le 24 décembre 1994, est un footballeur sud-africain. Il évolue au poste de milieu de terrain à Maritzburg United.

## Biographie
Avec la sélection sud-africaine, il participe à la Coupe d'Afrique des nations des moins de 23 ans 2015 organisée au Sénégal. Lors de la compétition, il inscrit un but contre le pays organisateur. L'Afrique du Sud atteint la finale du tournoi, en étant battue par l'Algérie.

## Carrière
- depuis 2013 : Bidvest Wits 
  - depuis 2018 : Supersport United  (prêt)

## Palmarès
- Finaliste de la Coupe d'Afrique des nations des moins de 23 ans 2015 avec l'équipe d'Afrique du Sud
- Championnat d'Afrique du Sud en 2017